# Свештеномученик Методије
Свештеномученик Методије, епископ патарски, познат и као Методије Патарски и Методије Олимпијски (грч. Μεθόδιος Πατάρων; око 260 — 311 или 312) је ранохришћански светитељ и епископ града Патаре у Ликији.
Од младих дана био је посвећен цркви и проповедању Јеванђеља. Као епископ патарски, један је од првих који је устао против Оригенове јереси. Оригенове присталице су га убиле 311. године.
Свети Методије је био веома учен филозоф и богослов. Оставио је више драгоцених списа, од којих је најпознатији: „Гозба десет девојака“.
Православна црква прославља свештеномученика Методија 20. јуна по јулијанском календару.